# Arthur Rock
Arthur Rock (Rochester, Nova Iorque, 19 de agosto de 1926) é um empresário e investidor dos Estados Unidos. Foi um dos primeiros investidores de grandes empresas, incluindo Intel Corporation, Apple, Scientific Data Systems e Teledyne, sendo um grande contribuidor para o desenvolvimento do Vale do Silício.

## Início da vida
Graduou-se em Bacharelato de Administração de Empresas pela Universidade de Syracuse em 1948 e em MBA pela Harvard Business School em 1951.

## Carreira
Rock iniciou sua carreira em 1951 como analista de segurança em Nova Iorque e, em seguida, juntou-se ao departamento de finanças corporativas de Hayden, Stone & Company, uma empresa bancária de investimentos especializado em financiamento para empresas, situado em Nova Iorque. Rock era fascinado com empresas menores e se concentrou em levantar dinheiro para pequenas empresas de alta tecnologia. Fez diversos acordos, tanto no setor público como no privado. Na época, o termo venture capital não existia (o termo só veio a ser usado em 1965 e esse tipo de financiamento eram realizados por algumas organizações familiares privadas, como os Rockfellers, os Whitneys e os Phippses.
Em 1957, sete cientistas se juntaram e decidiram deixar Shockley Semiconductor Laboratory. O pai de um dos cientistas tinha uma conta de corretagem na Hayden Stone e informou ao seu corretor sobre os sete cientistas. O corretor mostrou a carta para Rock que, então, se reuniu com os cientistas, em São Francisco. Eles precisavam de 1,5 milhões de dólares. Após um tempo refletindo, Rock decidiu fundar uma empresa com os cientistas com a ajuda do financiamento de uma empresa maior. Rock fez uma segunda reunião com os cientistas, que então passaram a ser oito, com a adição de Bob Noyce, conhecidos como "Os Oito Traidores". Foi selecionados em uma lista de cerca de 35 empresas, e todas recusaram a ideia. Enfim encontraram Sherman Fairchild e Rock o convenceu a financiar a Fairchild Semiconductor.
Em 1961, mudou-se para Califórnia. Junto com Thomas J. Davis, Jr. formaram a empresa de capital de ventura Davis & Rock em São Francisco. Davis & Rock investiu em 15 empresas, incluindo Anadex Instruments, Inc., General Capacitor, Astrodata, Teledyne, Benrus Watch Co. e Scientific Data Systems (SDS). A empresa de Rock investiu 257.000 dólares na SDS e o invetimento subiu em valor para 60 milhões, quando foi adquirida pela Xerox. O sucesso da SDS deu a Rock a reputação de grande prognosticador de empresas de alta tecnologia.
Em 1968, "Davis & Rock" foi dissolvida. Nesse mesmo ano, Bob Noyce e Gordon Moore, decidiram deixar a Fairchild. Noyce entrou em contato com Rock, e, rapidamente, Rock levantou dois milhões e meio de dólares para fundar a Intel Corporation com Noyce e Moore.
Em 1978, Rock participava de reuniões regularmente em todas as empresas que estava associado e uma das pessoas que conheceu em reuniões de funcionários na Intel, foi Mike Markkula(Mike era vice-presidente de marketing da Intel e aposentou-se cedo após levantar uma boa quantia em dinheiro com ações da Intel). Mike havia conhecido Steve Jobs e Steve Wozniak e tinha investido 300.000 dólares na Apple, virando um terceiro sócio. Mike sugeriu a Rock para investir na Apple, porém Rock não tinha interesse em se envolver com Jobs e Wozniak de primeira vista. Foi no Home Brew Computer Show em San Jose, que Jobs atraiu a atenção de Rock, devido ao sucesso que o estande da Apple fez no local. Rock então fez um investimento em torno de 60.000 dólares para Apple.
Nos finais dos anos de 1970,

## Vida pessoal
Em 2003, Rock doou 25 milhões de dólares para a Harvard Business School para estabelecer o Arthur Rock Center for Entrepreneurship (Centro de Empreendedorismo Arthur Rock).
É casado com a advogada Toni Rembe.